# Петухи (Курганская область)
Петухи — село в Шумихинском районе Курганской области России. Входит в состав Трусиловского сельсовета.

## География
Село находится на западе Курганской области, в лесостепной зоне, на берегах нескольких озёр (Камышного, Продольного и др.), на расстоянии примерно 19 километров (по прямой) к востоку-юго-востоку (ESE) от Шумихи, административного центра района. Абсолютная высота — 171 метр над уровнем моря.
Климат
Климат характеризуется как континентальный с холодной малоснежной зимой и коротким тёплым летом. Средняя температура воздуха самого тёплого месяца (июля) составляет 18,5 °C (абсолютный максимум — 39 °C); самого холодного (января) — −16,8 °C (абсолютный минимум — −48 °C). Среднегодовое количество атмосферных осадков составляет 429 мм, из которых 323 мм выпадает в тёплый период.
Часовой пояс
Село Петухи, как и вся Курганская область, находится в часовой зоне МСК+2. Смещение применяемого времени относительно UTC составляет +5:00.

## История
До 1917 года входила в состав Маслейской волости Челябинского уезда Оренбургской губернии. По данным на 1926 год село Петухи состояло из 420 хозяйств. В административном отношении являлось центром Петуховского сельсовета Мишкинского района Челябинского округа Уральской области.

## Население
| 1989 | 2002 | 2010 |
| ---- | ---- | ---- |
| 369  | ↘355 | ↘163 |

По данным переписи 1926 года в селе проживало 2016 человек (940 мужчин и 1076 женщин), в том числе: русские составляли 100 % населения.
Гендерный состав
По данным Всероссийской переписи населения 2010 года в гендерной структуре населения мужчины составляли 46 %, женщины — соответственно 54 %.
Национальный состав
Согласно результатам Всероссийской переписи населения 2002 года, в национальной структуре населения русские составляли 93 % из 355 чел.